# Alex Crawford
Alex Crawford, OBE, é uma correspondente de guerra da Sky News, com filial jornalística em Dubai, que cobre notícias do Oriente Médio.
Ela esteve presente na Guerra Civil Líbia de 2011.